# Abernathy (Teksas)
Abernathy je grad u američkoj saveznoj državi Teksasu. Prema popisu stanovništva iz 2010. u njemu je živjelo 2.805 stanovnika.